# 宮本武蔵 二刀流開眼 (1963年の映画)
『宮本武蔵 二刀流開眼』（みやもとむさし にとうりゅうかいげん）は、1963年（昭和38年）8月14日公開の日本映画である。東映製作・配給。監督は内田吐夢、主演は中村錦之助（萬屋錦之介）。富士フイルムカラー、東映スコープ、104分。
吉川英治の小説『宮本武蔵』を原作とした、「内田監督・中村主演の『宮本武蔵』シリーズ」全5部作の第3作。配収は3億円で、この年の邦画配収ランキング第4位となった。

## スタッフ
- 監督：内田吐夢
- 製作：大川博
- 原作：吉川英治
- 企画：辻野公晴、小川貴也、翁長孝雄
- 脚本：鈴木尚之、内田吐夢
- 撮影：吉田貞次
- 音楽：小杉太一郎
- 美術：鈴木孝俊
- 装置：館清士
- 装飾：佐藤彰
- 録音：渡辺芳文
- 照明：和多田弘
- 編集：宮本信太郎
- 助監督：山下耕作、篠塚正秀、野波静雄
- 進行主任：片岡照七

## キャスト
- 宮本武蔵（武芸者）：中村錦之助 (萬屋錦之介)

- 朱美（お甲の養女）：丘さとみ
- お通：入江若葉

- 林彦次郎（吉岡道場門弟）：河原崎長一郎
- 祇園藤次（吉岡道場高弟）：南廣
- 城太郎（武蔵の弟子）：竹内満
- 赤壁八十馬（蒲生家浪人）：谷啓
- 吉岡伝七郎（清十郎の弟）：平幹二朗
- 渕川権六（本位田家家僕）：阿部九州男
- 村田与三（柳生四高弟）：片岡栄二郎
- 植田良平（吉岡道場高弟）：香川良介
- 木村助九郎（柳生四高弟）：外山高士
- 横川勘助（吉岡道場門弟）：国一太郎
- 伝七郎の友人：楠本健二
- 庄田喜左ェ門（柳生家用人／柳生四高弟）：堀正夫
- 出渕孫兵ヱ（柳生四高弟）：神田隆
- 漁師：常田富士男
- 宿の主人：大崎史郎
- 木賃宿の親爺：片岡半蔵
- 小橋（吉岡道場門弟）：遠山金次郎
- 西山（吉岡道場門弟）：中村錦司
- 民八（吉岡家家僕）：団徳麿
- 門弟：有川正治

- 本位田又八（武蔵の旧友）：木村功
- 柳生石舟斎：薄田研二
- お杉（又八の母）：浪花千栄子
- お甲（蓬寮の女主人／祇園藤次の情婦）：木暮実千代

- 吉岡清十郎（吉岡拳法二代目当主）：江原真二郎
- 佐々木小次郎：高倉健

## 製作

### キャスティング・エピソード
佐々木小次郎役のキャスティング予想をめぐり、怪情報が乱れ飛び、連日新聞紙面を埋めたが、錦之介の弟分で、東映東京撮影所のエース・高倉健が抜擢された。また、高倉は勉強として宮内省皇宮警察の道場・済寧館で、羽賀準一から居合を学んだ。

## 併映作品
『馬喰一代』
- 監督：瀬川昌治／主演：三國連太郎、新珠三千代